# 埃斯塔西奧·德·薩
埃斯塔西奧·德·薩（葡萄牙語：Estácio de Sá，1520年—1567年2月20日）是葡萄牙士兵、軍官、探險家和征服者。埃斯塔西奧·德·薩出生於葡萄牙聖塔倫，其奉葡萄牙王室之命前往巴西殖民地，並向尼古拉·迪朗·德·維爾蓋尼翁指揮的法國殖民者宣戰。其中這些法國殖民者早在1555年時，便在里約熱內盧的瓜納巴拉灣建立自己的定居點極南部法蘭西。1565年，他在瓜納巴拉灣沿岸建立里約熱內盧，成為現今巴西第二大城市的創始人。同時他還擔任巴西殖民地里約熱內盧州首任總督。最終埃斯塔西奧·德·薩將法國殖民者逐出極南部法蘭西。1567年2月20日，埃斯塔西奧·德·薩在里約熱內盧逝世。